# Râul Tirimia
Râul Tirimia este un curs de apă, afluent al râului Niraj. 

## Hărți
- Harta județului Mureș